# Motore a W
Il motore a W è un motore a combustione interna caratterizzato dalla disposizione dei cilindri a ventaglio; per tale motivo era inizialmente denominato motore a ventaglio.

## Storia

Animazione di un motore a W a 4 bancate con un unico albero motore

Il primo tricilindrico della storia è il motore a W ideato e realizzato da Alessandro Anzani, nel 1907, per applicazione motociclistica. Due anni dopo, il medesimo motore fu potenziato e alleggerito da Anzani allo scopo di essere applicato al monoplano con cui Louis Blériot affrontò la prima trasvolata della Manica, il 25 luglio 1909.

## Tecnica
Le differenti implementazioni dei motori a W, di 3 o 4 bancate, sono generalmente:
- 3 bancate con un unico albero motore, tipicamente 3, 6, 12 o 18 cilindri.
- 4 bancate con un unico albero motore, sostanzialmente due motori a V su un unico asse.
- 4 bancate con due alberi motori, sostanzialmente due motori a V su due assi, affiancati. Ebbe un limitato impiego nel motociclismo.

Motore a W 18 cilindri Isotta Fraschini Asso 750 RC.35.

Il grande vantaggio di questa configurazione è dato dalla estrema compattezza che permette di sistemare un numero elevato di cilindri in uno spazio relativamente ristretto.

Animazione di un "motore a ventaglio"

Due sono le configurazioni di base di un motore a W. La prima è costituita dalla sistemazione dei cilindri su tre linee. Questa configurazione venne utilizzata nel 1917 sul motore aeronautico Napier Lion che era un W12. In seguito questo progetto verrà ripreso dalla casa automobilistica Audi, sul prototipo AVUS. La sperimentazione continuò all'interno del gruppo Volkswagen, con un motore sperimentale W18 per la concept-car Bugatti EB 118 ed EB 218; ancora una volta, il progetto non ebbe ulteriore seguito.

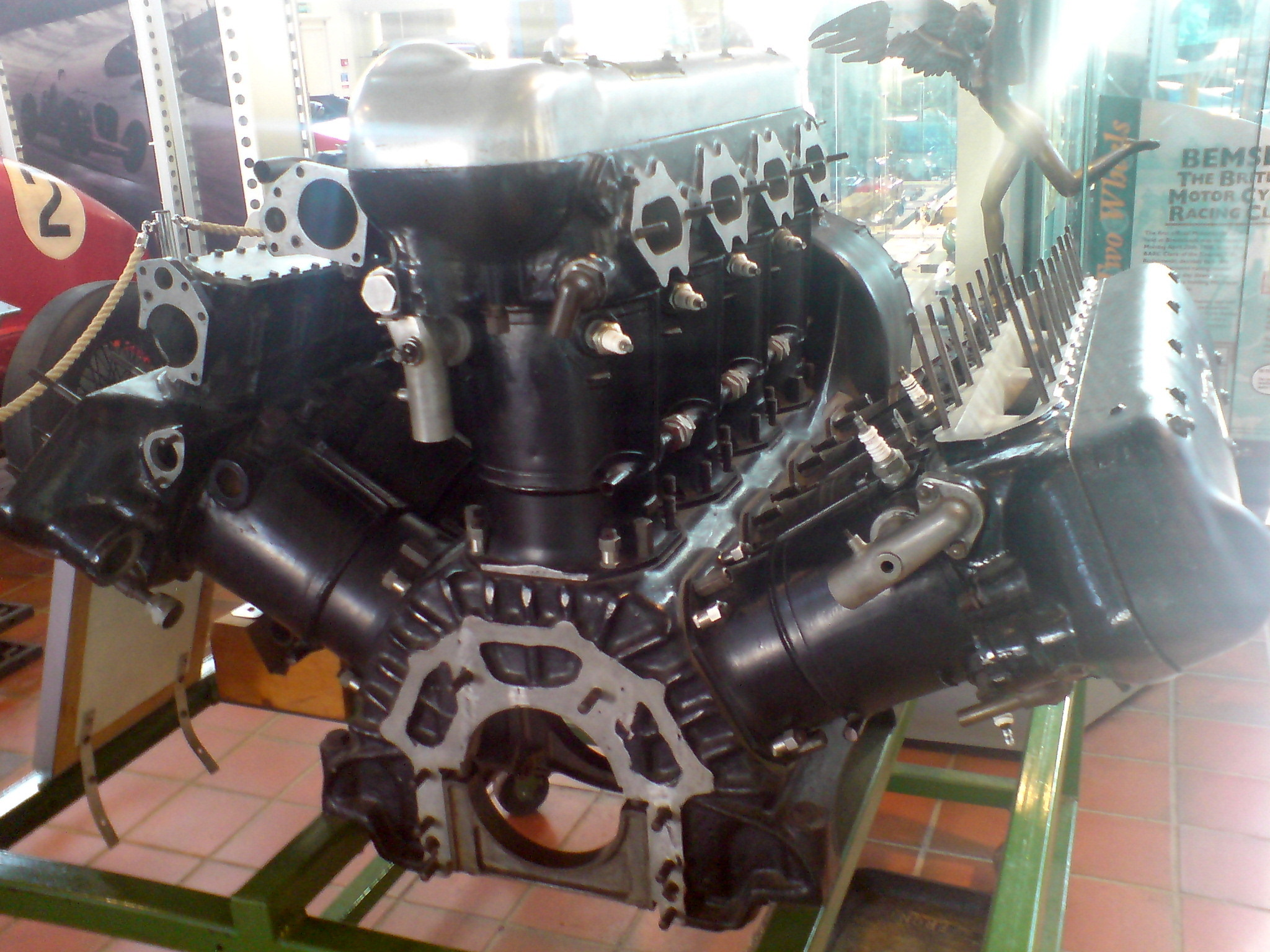
Motore a W12 cilindri Napier Lion

La seconda configurazione si basa invece sull'unione di due motori a V ad un singolo albero motore. In questo caso fu la Volkswagen che riuscì a realizzare il primo motore di successo a W per l'uso automobilistico. In pratica vennero uniti due VR6 (con una apertura tra le bancate di 15°) realizzando un motore con quattro bancate di cilindri. Alcuni dicono che questo motore dovrebbe essere considerato più un V12 o un VV che un motore a W.

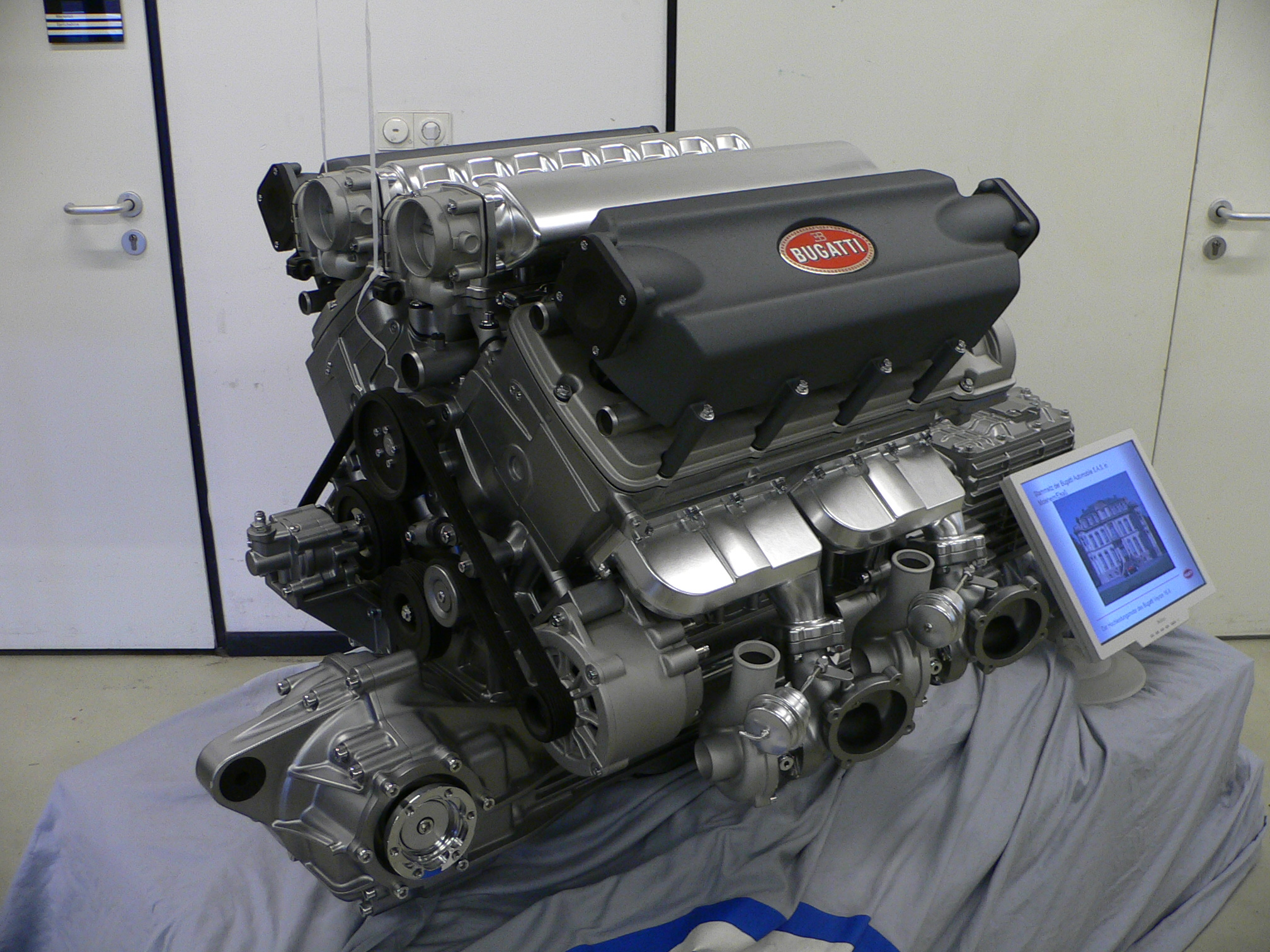
Motore a W16 cilindri montato sulla Bugatti Veyron

Sempre la casa tedesca realizzò il prototipo di un W16 che aveva una potenza di 623 CV (465 kW) per due concept-car, la Bentley Hunaudières e la Audi Rosemeyer. Il motore è prodotto dal 2005 quale motore per la Bugatti Veyron 16.4. È dotato di una turbina per ogni bancata di cilindri (4 turbine in tutto) e sviluppa 1.001 CV (746 kW) effettivi, la cilindrata è di 7993 cm³.
La Bentley usa un motore W12 sulla Flying Spur e Continental GT, l'Audi A8 monta questo motore dal 2002 sul modello attuale, e anche la Volkswagen Phaeton utilizza questa unità. Queste hanno una potenza di 450 CV.

## Motori a W

### Motori automobilistici
- Bugatti Veyron
- Bugatti Chiron

### Motori aeronautici
- Isotta Fraschini Asso 750
- Isotta Fraschini Asso 1000
- Napier Lion (1917 - 1930)
- Lorraine 12 F (1930)